# En chans på tusen
En chans på tusen är en amerikansk film från 1953 i regi av Michael Curtiz. Filmens huvudroller görs av John Wayne och Donna Reed. Wayne som nästan alltid gestaltade revolvermän i westernfilmer eller militärer spelar här en tränare i amerikansk fotboll som försöker rädda ett nedläggningshotat college.

## Rollista
- John Wayne - Stephen Aloysius Williams
- Donna Reed - Alice Singleton
- Charles Coburn - Fader Matthew William Burke
- Tom Tully - Fader Malone
- Sherry Jackson - Carol
- Marie Windsor - Anne
- Tom Helmore - Harold McCormick
- Leif Erickson - Ed